# Euphorbia edmondii
Euphorbia edmondii är en törelväxtart som beskrevs av Bénédict Pierre Georges Hochreutiner. Euphorbia edmondii ingår i släktet törlar, och familjen törelväxter.
Artens utbredningsområde är Libya. Inga underarter finns listade i Catalogue of Life.